# Chiesa di San Zanobi e dei Santi Fiorentini
La chiesa di San Zanobi e dei Santi Fiorentini è un luogo di culto cattolico che si trova in via Cento Stelle, zona Campo di Marte a Firenze.

## Storia e descrizione
La moderna chiesa, la cui costruzione si rese necessaria nel dopoguerra ai piedi delle colline del Salviatino, fu progettata dall'architetto Ferdinando Rossi nel 1961 e consacrata nel 1964. Dedicata all'arcivescovo Elia Dalla Costa (morto nel 1961), presenta una struttura semplice con la facciata preceduta da un loggiato.
L'interno spazioso ad aula rettangolare è reso luminoso da due vetrate istoriate laterali che rappresentano dodici Santi Fiorentini (1973). Vi è conservata una tavola con la Madonna del Rosario con Santi, opera cinquecentesca di Niccolò Betti, proveniente da un'antica chiesa di Scarperia, un Sacro Cuore della pittrice Bruna Bigazzi (1968) e una serie di formelle raffiguranti la Via Crucis dello scultore Leandro Ambregi (1974). 
Il crocifisso in stile giottesco sull'altare maggiore è una copia di quello in Santa Croce, attribuito al Maestro di Figline.

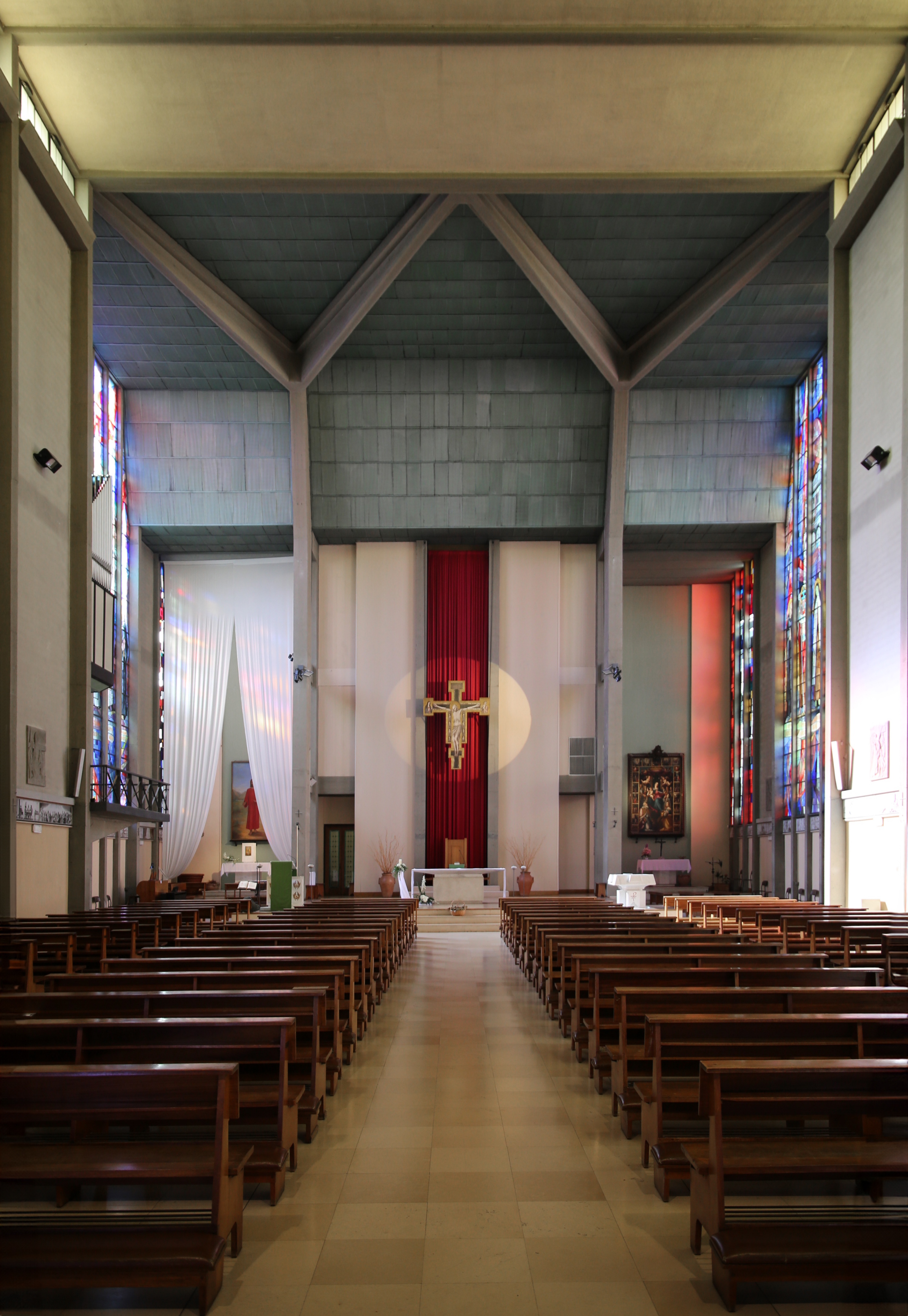
Interno
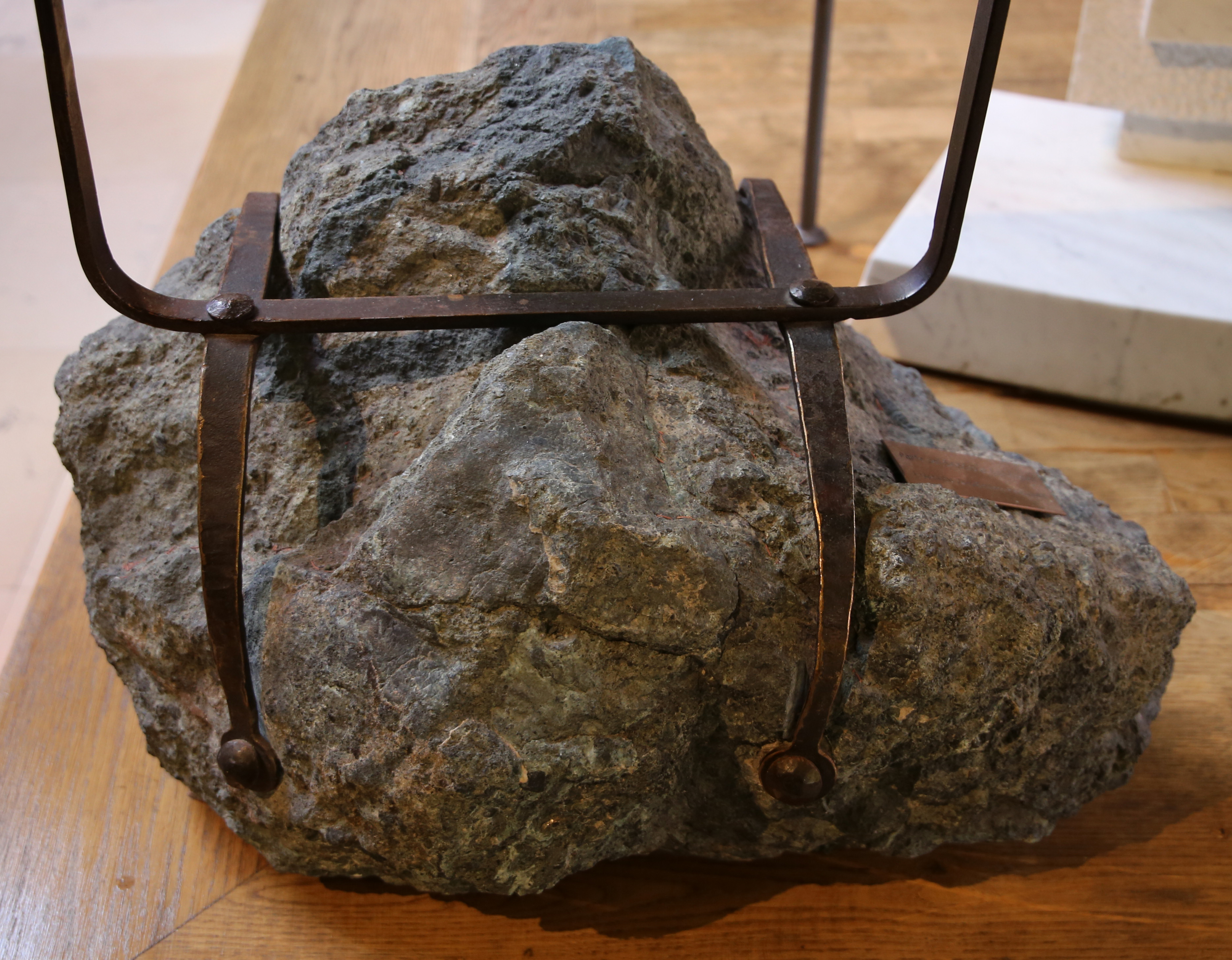
Frammento del sasso di San Zanobi
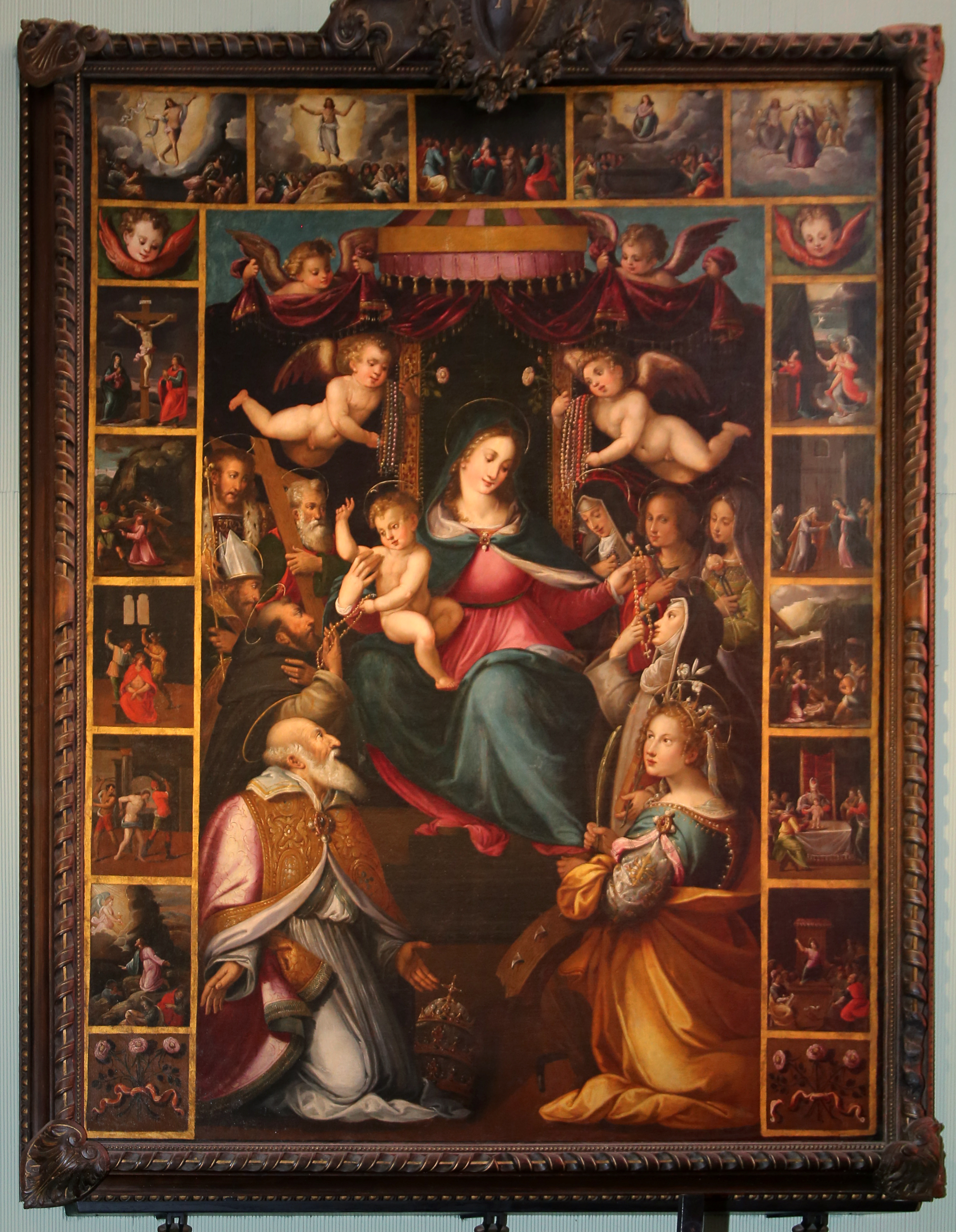
Madonna del Rosario